# Турина
Турина (пол. Turyna — частина села Тарношин у Польщі, в Люблінському воєводстві Томашовського повіту, ґміни Ульгівок.